# Bjärme, Östersunds kommun
Bjärme är en småort  i Näs distrikt (Näs socken) i Östersunds kommun, Jämtlands län.
Bjärme ligger cirka 3 km nordost om Fåker.

## Personer från orten
Författaren Bodil Malmsten växte upp i Bjärme och skådespelaren Emil Fjellström föddes där. Sångerskan Ellen Sundberg härstammar också från orten.